# Elatostema sexcostatum
Elatostema sexcostatum är en nässelväxtart som beskrevs av W.T.Wang, C.X.He och L.F.Fu. Elatostema sexcostatum ingår i släktet Elatostema och familjen nässelväxter. Inga underarter finns listade i Catalogue of Life.